# Алехин, Александр Иванович
Алекса́ндр Ива́нович Але́хин (1856—1917) — воронежский губернский предводитель дворянства, член IV Государственной думы от Воронежской губернии.

## Биография

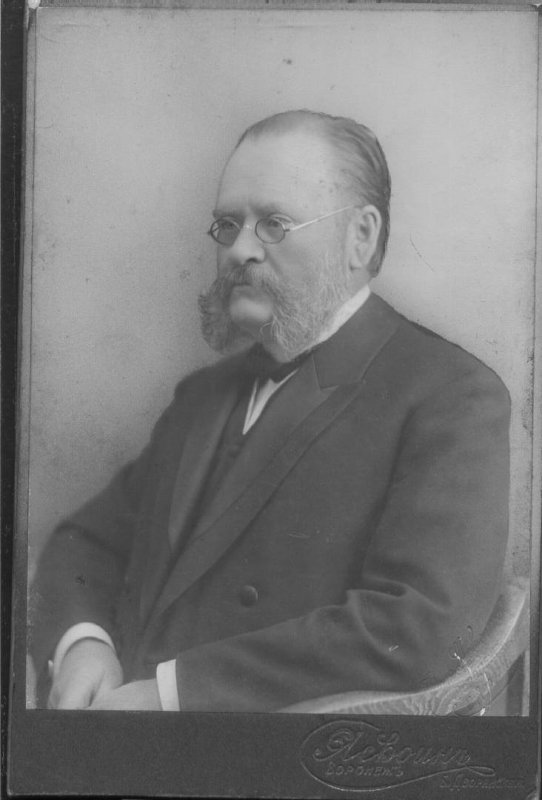
А. И. Алехин

Потомственный дворянин Воронежской губернии. Землевладелец Землянского уезда (родовые 902 десятины, у жены — приобретенные 1379 десятин).
Окончил Катковский лицей (1875) и историко-филологический факультет Московского университета со степенью кандидата (1879).
По окончании университета в 1880 году был причислен к Министерству народного просвещения, однако через год уволен по прошению. В 1882—1883 годах служил в канцелярии министра внутренних дел, затем состоял непременным членом Землянского уездного по крестьянским делам присутствия. Перейдя в Министерство финансов, занимал должности председателя Воронежского отделения Крестьянского поземельного банка и управляющего Виленским отделением Дворянского земельного банка. С 1888 года был одним из директоров Товарищества Прохоровской Трехгорной мануфактуры.
Принимал участие в земском самоуправлении Воронежской губернии. Избирался гласным Землянского уездного и Воронежского губернского земских собраний, а также почетным мировым судьей Землянского уезда. В первой половине 1890-х годов состоял непременным членом губернского присутствия, а затем членом губернского по земским и городским делам присутствия (от губернского земского собрания).
В 1904 году был избран Воронежским губернским предводителем дворянства, в каковой должности состоял до 1917 года. Во время Русско-японской войны принимал участие в работе Дворянского отряда Красного Креста. В 1912 году по предложению Алехина и на его средства был издан роскошно оформленный сборник «Воронежское дворянство в Отечественную войну» (Москва, 1912). Кроме того, во Франции ему удалось приобрести ряд документов, касающихся Заграничного похода русской армии, впоследствии переданных губернской архивной ученой комиссии. 1 февраля 1913 года получил чин действительного статского советника.
В 1912 году был избран членом IV Государственной думы от съезда землевладельцев Воронежской губернии. Входил во фракцию октябристов, после её раскола — в группу земцев-октябристов и Прогрессивный блок. Ввиду болезни участия в думской деятельности не принимал. Накануне Первой мировой войны вывез свою больную жену на лечение в Висбаден. В начале войны был интернирован германскими властями, и был отпущен в Россию только в начале 1916 года. Приветствовал Февральскую революцию 1917 года.
Умер 28 мая 1917 года в Воронеже. Тело его было доставлено в Москву для погребения в семейной усыпальнице Прохоровых в некрополе Новодевичьего монастыря.

## Семья
Был женат на Анисье Ивановне Прохоровой (1861—1915), дочери основателя Трехгорной мануфактуры И. Я. Прохорова. Их дети:
- Алексей (1888—1939), шахматист, издатель журнала «Шахматный вестник»
- Александр (1892—1946), знаменитый шахматист, чемпион мира по шахматам.
- Анна (1886—1890)
- Варвара (1889—1944)

## Награды
- Орден Святого Станислава 3-й ст. (1888)
- Орден Святого Станислава 2-й ст. (1892)
- Орден Святого Владимира 4-й ст. (1908)
- Орден Святого Владимира 3-й ст. (1913)
- знак Красного Креста (1904)